# The Goose Girl (film 1915)
The Goose Girl è un film muto del 1915 diretto da Frederick A. Thomson (con il nome Frederick Thomson). Prodotto dalla Jesse L. Lasky Feature Play Company, era interpretato da Marguerite Clark, Monroe Salisbury, Sydney Deane, E.N. Dunbar, James Neill, Lawrence Peyton, Page Peters. Si tratta di un adattamento dell'omonimo romanzo del 1909 di Harold McGrath, a sua volta liberamente tratto dall'omonima fiaba dei fratelli Grimm.

## Trama

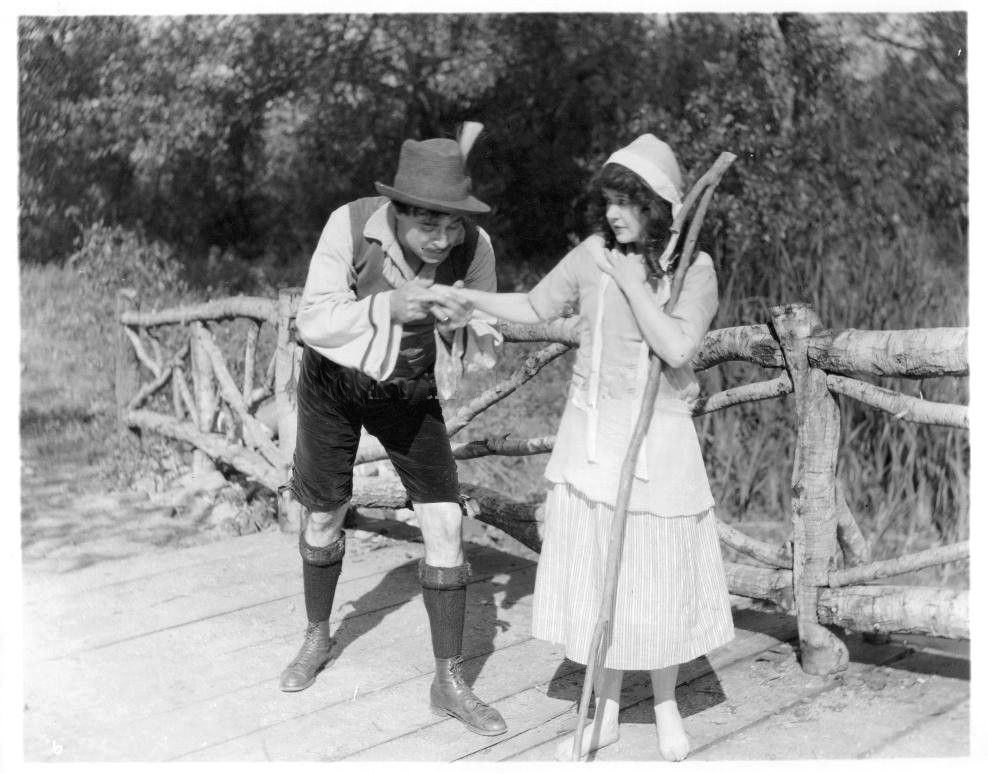
Monroe Salisbury e Marguerite Clark

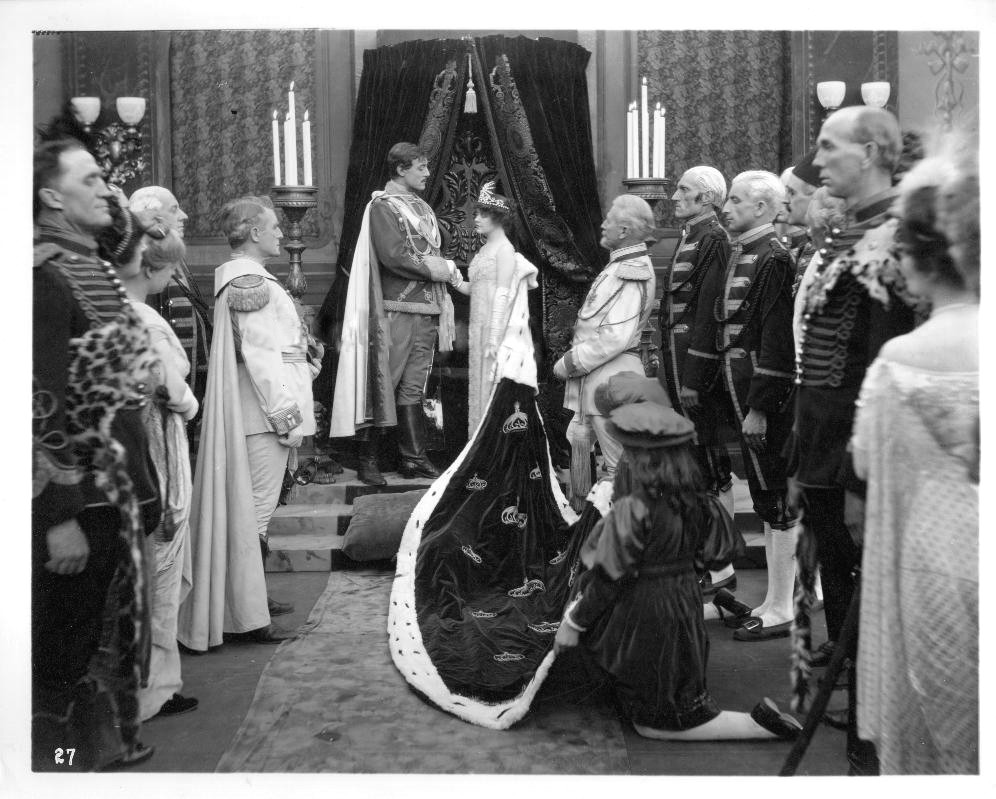
Monroe Salisbury e Marguerite Clark

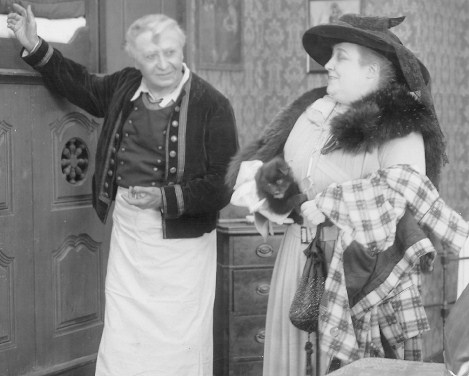
Jane Darwell in una scena del film

Il conte von Herbeck, ambizioso Cancelliere del granduca di Ehrenstein, si sposa segretamente e dal matrimonio nasce una figlia. Spinto dalla moglie morente, il conte rapisce la neonata del duca, sostituendola con la sua, di modo che la piccola possa vivere come una grande dama. La vera principessa, abbandonata dagli zingari che l'hanno rapita per incarico del conte, viene allevata da una famiglia di contadini che le danno il soprannome di Guardiana delle oche.
Il giovane re Federico è fidanzato con la falsa principessa Ehrenstein che lui non ha mai visto. Prima delle nozze, però, Federico fugge e vaga per la campagna. Durante i suoi vagabondaggi, incontra la Guardiana delle oche e si innamora della ragazza.
Federico è costretto per il bene del paese ad acconsentire al matrimonio con la falsa principessa, ma la verità viene alla luce. Si scopre la vera identità della guardiana delle oche e il giovane re è felice di poter sposare la ragazza del suo cuore.

## Produzione
Il film fu prodotto dalla Jesse L. Lasky Feature Play Company. Venne girato a New York.

## Distribuzione
Il copyright del film, richiesto dalla Jesse L. Lasky Feature Play Co., Inc., fu registrato il 12 gennaio 1915 con il numero LU4166.
Distribuito dalla Paramount Pictures, il film uscì nelle sale cinematografiche statunitensi il 25 gennaio 1915.
Non si conoscono copie ancora esistenti della pellicola che viene considerata presumibilmente perduta.